# TORCS
TORCS（The Open Racing Car Simulator）は、GNU/Linux、FreeBSD、Mac OS X、AROS、MorphOS、Microsoft Windowsで動作するオープンソースの3次元コンピュータグラフィックスレースゲームである。
バグ修正やコードメンテナンスを除いた将来的な目標として、多人数対戦や物理演算エンジンの改良、車内描画の改善やリプレイ機能を挙げている。
オープンソースによるモジュール利用や拡張性の高さから、自動運転車の研究を中心に研究用シミュレータとしても採用されている。